# Église Saint-Gaultier de Saint-Gaultier
Pour les articles homonymes, voir Église Saint-Gaultier et Saint Gaultier.
L'église Saint-Gaultier de Saint-Gaultier est une église catholique française. Elle est située sur le territoire de la commune de Saint-Gaultier, dans le département de l'Indre, en région Centre-Val de Loire.

## Situation
L'église se trouve dans la commune de Saint-Gaultier, au sud du département de l'Indre, en région Centre-Val de Loire. Elle est située dans la région naturelle du Boischaut Sud. L'église dépend de l'archidiocèse de Bourges, du doyenné du Val de Creuse et de la paroisse de Saint-Gaultier.

## Histoire
L'église fut construite au XIIe siècle.
Église de l'ancien prieuré de Saint-Gaultier qui dépendait de l'abbaye de Lesterps en Charente. L’ancien prieuré était accolé à l’édifice religieux. Il est aujourd'hui devenu un collège d'enseignement général.
L'édifice est classé au titre des monuments historiques par arrêté du 20 janvier 1913.

## Description
Parmi les éléments les plus remarquables de son architecture, il faut noter un Agnus Dei à la porte Nord et des chapiteaux représentant un âne jouant de la rote-psaltérion faisant face à un musicien tenant un vielle romane piriforme.